# Maripipi Island
Maripipi Island ist eine Insel der Provinz Biliran auf den Philippinen. Sie liegt etwa 17 km vor der Nordküste der Insel Biliran im westlichen Teil der Samar-See. Die Insel hat eine Fläche von circa 27,83 km² und wird von der gleichnamigen Stadtgemeinde Maripipi verwaltet, deren Zentrum im Nordosten der Insel liegt. Benannt wurde die Insel nach Maria und Pepe, die dem Volksglauben nach die ersten Siedler auf der Insel gewesen sein sollen.
Maripipi Island ist vulkanischen Ursprungs und hat einen nahezu kreisrunden Durchmesser mit einer etwa 24 km langen Küstenlinie. Der gleichnamige inaktive Vulkan Maripipi erreicht eine Höhe von über 800 Metern. Die Insel ist mit dichter, tropischer Vegetation bewachsen und ist trotz der flachen, klaren Gewässer vom Tourismus bisher verschont geblieben. Westlich der Insel liegen der Buga Rock und Sambawan Island in ca. 5 km Entfernung. 26 km nördlich der Insel liegt Almagro Island.
Maripipi Island kann vom Hafen der Gemeinde Kawayan aus erreicht werden; die Fahrt mit der Fähre dauert ca. 45 Minuten.